# Серйозний Сем (серія ігор)
Serious Sam (буквально «Серйозний Сем») — серія відеоігор в жанрі шутера від першої особи, основні частини якої розроблено хорватською компанією Croteam. Спін-офи представлені в різних жанрах і розроблені іншими компаніями. Видавцями різних ігор служили компанії Gathering of Developers, Take-Two Interactive, Majesco і Devolver Digital. Головним героєм ігор серії є Семюель Стоун на прізвисько «Крутий Сем».

## Історія розробки
Ігри серії розробляються студією Croteam з 2001 року; пізніше над окремими частинами гри працювали і інші компанії. Популярність серії приніс фірмовий ігровий процес, який представляє собою повернення до класичної формули шутерів від першої особи. Гравцям доводиться розправлятися з величезною кількістю супротивників на екрані на відкритих просторах, маючи у своєму розпорядженні великий арсенал зброї. Загальна кількість ворогів за всю гру часом досягає декількох тисяч. Битви перемежовуються просуванням вперед і дослідженням рівнів на предмет ключів, а також рішенням простих головоломок або подоланням перешкод (наприклад, стрибки по платформах або ухилення від гострих шипів).
Ігри серії відрізняються абсурдним гумором і стилем оповіді. Так, наприклад, один з ворогів — Безголовий камікадзе — всупереч тому факту, що у нього відсутня голова, голосно кричить, набігаючи на гравця; періодично Сем іронізує над персонажами інших відеоігор, або знаходить знімальний майданчик, на якому знімають епізод однієї з попередніх частин гри.
Будучи спочатку розробленими для персонального комп'ютера, ігри серії швидко здобули популярність серед гравців: розробляються аматорські доповнення, створюються спеціальні версії для ігрових приставок, випускаються нові сиквели, перевидання і т. д.. Серія налічує п'ять основних ігри, 5 перевидань, 12 спін-офів і кілька портів. Ігри серії неодноразово отримували безліч позитивних відгуків від критиків і гравців.
Перша гра розроблялася з 1996 року на платформі власної розробки авторів Serious Engine. Гра стала популярною в 2000 році після виходу тестової версії під назвою Serious Sam Public Test. На досі невідомих розробників і їх гру звернула увагу ігрова преса, якій довелося по душі повернення до основ шутерів від першої особи в стилі Doom. В березні 2001 року вийшла Serious Sam: The First Encounter, яка заслужила захоплені відгуки критиків і гравців і заробила звання «гра року». Практично відразу ж розробники анонсували продовження першої частини — Serious Sam: The Second Encounter, яке вийшло в лютому 2002 року. Продовження було також позитивно зустрінуто критиками. Завдяки успіху гри, платформа Serious Engine була ліцензована декількома сторонніми компаніями.
У 2002 році відбувся вихід Serious Sam: Xbox — портували версії First і Second Encounter для приставки Xbox з рядом змін. Протягом наступних двох років відбувся вихід порту The First Encounter для Palm OS, а також двох спін-оф ігор — Serious Sam Advance (Game Boy Advance) і Next Encounter (GameCube, PlayStation 2).
У 2005 році відбувся вихід сиквела — Serious Sam II на платформі Serious Engine 2. Гра вже налічувала більше тридцяти рівнів, велика кількість нових супротивників, зброї, засобів пересування і т.д. У вдосконалений рушій була додана підтримка таких ефектів, як Bloom, HDR, піксельних шейдерів і ганчір'яної фізики. Незважаючи на відносний успіх гри, вона була оцінена значно нижче своїх попередників. Після виходу гри Croteam розірвали контракт з видавцем 2K Games і приступили до розробки платформи Serious Engine 3 і пошуку нових партнерів та інвесторів. Після невдалих спроб створити військовий шутер, Croteam вирішили повернутися до Serious Sam, заявивши в 2010 році, що третя частина серії позбавиться від несерйозною стилістики Serious Sam II.
У 2009 і 2010 роках відбувся вихід Serious Sam HD: The First Encounter і Serious Sam HD: The Second Encounter відповідно — ремейків класичних «Пришесть» на платформі Serious Engine 3, з оновленою графікою і новими мережевими режимами. Після релізу даних перевидань, новий видавець Serious Sam Devolver Digital викупив права на випуск оригінальних першої та другої частин гри в Steam.
У 2011 році відбувся вихід Serious Sam 3: BFE, приквела до оригінальної The First Encounter на платформі Serious Engine 3.5. Її реліз супроводжувався випуском трьох невеликих ігор від незалежних розробників в рамках серії Serious Sam Indie — Serious Sam Double D, Random Encounter і Kamikaze Attack.
В червні 2013 року розробники оголосили про роботу над четвертою грою серії — Serious Sam 4. Частину грошей на розробку була виручена завдяки розпродажу попередніх ігор серії через Humble Weekly Sale. В 2015 році було повідомлено про початок робіт над сюжетом, у створенні якої бере участь сценарист філософської головоломки The Talos Principle.
У липні 2015 року з'явилися відомості про розробку нової інді-ігри в серії під назвою Serious sam's Bogus Detour від шведської студії Crackshell. Гра вийшла 20 червня 2017 року.
На виставці E3 2016 Croteam і Devolver Digital анонсували гру для окулярів віртуальної реальності Serious Sam VR: The Last Hope. Вихід проекту відбувся в жовтні того ж року в ранньому доступі в Steam. 22 листопада 2016 року стало відомо про розробку хорватської студією Brinx Interactive нового спін-офу у всесвіті серії під назвою Serious Sam: I Hate Running Backwards. Гра розробляється для мобільних платформ. 18 грудня того ж року стало відомо про те, що Croteam випустять версію Serious Sam HD: The First Encounter для віртуальної реальності на новій версії свого пропрієтарного движка Serious Engine 2017. Serious Sam VR: The First Encounter з'явилася в ранньому доступі» в Steam 21 грудня 2016 року і вийшла в повноцінний реліз 30 березня 2017 року. 4 квітня 2017 року відбувся випуск Serious Sam VR: The Second Encounter в «ранньому доступі».
7 лютого 2017 року на офіційному сайті компанія Croteam розкрила свої плани на найближчий час. Розробники розповіли про те, що вони старанно працюють над розробкою Serious Sam 4 і в той же час виношують плани по випуску інших ігор серії, включаючи Serious Sam HD: The Second Encounter і Serious Sam 3: BFE, для пристроїв віртуальної реальності. 20 березня 2017 року компанія випустила безкоштовну гру-оновлення під назвою Serious Sam Fusion 2017. Це оновлення покликане об'єднати останні ігри серії під одним загальним додатком на сучасному движку Serious Engine 2017 і внести багато змін у технічну складову (так, замість API DirectX 9, всі ігри будуть підтримувати відкритий Vulkan для виводу графіки), буде також зроблено безліч інших змін, виправлень помилок і поліпшень. Крім цього, за допомогою Fusion 2017 будуть випущені версії Serious Sam HD для Linux. На поточний момент в Serious Sam Fusion 2017 доступні кампанії з Serious Sam HD: The First Encounter, The Second Encounter і Serious Sam 3: BFE.

## Ігри серії
| Рік         | Назва гри                               | Платформи                                                                                    | Розробник                |
| Основні     | Основні                                 | Основні                                                                                      | Основні                  |
| ----------- | --------------------------------------- | -------------------------------------------------------------------------------------------- | ------------------------ |
| 2001        | Serious Sam: The First Encounter        | Windows, macOS, Linux, Xbox 360, HTC Vive, Oculus Rift, Windows Mixed Reality                | Croteam                  |
| 2002        | Serious Sam: The Second Encounter       | Windows, macOS, Linux, Xbox 360, HTC Vive, Oculus Rift, Windows Mixed Reality                | Croteam                  |
| 2005        | Serious Sam 2                           | Windows, Xbox                                                                                | Croteam                  |
| 2011        | Serious Sam 3: BFE                      | Windows, macOS, Linux, Xbox 360, PlayStation 3, HTC Vive, Oculus Rift, Windows Mixed Reality | Croteam                  |
| 2020        | Serious Sam 4                           | Windows, macOS, Linux                                                                        | Croteam                  |
| 2022        | Serious Sam: Siberian Mayhem            | Windows                                                                                      | Croteam, Timelock Studio |
| Доповнення  |                                         |                                                                                              |                          |
| 2012        | Serious Sam HD TSE: Legend of the Beast | Windows                                                                                      | Croteam                  |
| 2012        | Serious Sam 3: Jewel of the Nile        | Windows, macOS, Linux                                                                        | Croteam                  |
| Спін-офи    |                                         |                                                                                              |                          |
| 2002        | Serious Sam: Palm                       | Palm OS                                                                                      | Global Star Software     |
| 2002        | Serious Sam: Xbox                       | Xbox                                                                                         | Croteam                  |
| 2004        | Serious Sam: Next Encounter             | GameCube, PlayStation 2                                                                      | Climax Group             |
| 2004        | Serious Sam Advance                     | Game Boy Advance                                                                             | Climax Group             |
| 2014 (2019) | Serious Sam Classics: Revolution        | Windows                                                                                      | Croteam, Alligator Pit   |
| 2017        | Serious Sam VR: The Last Hope           | HTC Vive, Oculus Rift, Windows Mixed Reality                                                 | Croteam VR               |
| Інді серія  |                                         |                                                                                              |                          |
| 2011        | Serious Sam Double D (XXL)              | Windows, Xbox 360, PlayStation 3                                                             | Mommy's Best Games       |
| 2011        | Serious Sam: Kamikaze Attack!           | Windows, Android, iOS                                                                        | Be-Rad Entertainment     |
| 2011        | Serious Sam: The Random Encounter       | Windows                                                                                      | Vlambeer                 |
| 2012        | Serious Sam: The Greek Encounter        | Windows, macOS                                                                               | Eric-Ruth-Games          |
| 2017        | Serious Sam's Bogus Detour              | Windows, Linux                                                                               | Crackshell               |
| 2018        | I Hate Running Backwards                | Windows, Xbox One, PlayStation 4, Nintendo Switch                                            | Binx Interactive         |
| 2019        | Serious Sam: Tormental                  | Windows                                                                                      | Gungrounds Games         |

Деякі ігри також випускалися в збірниках.

### Основні ігри

#### Serious Sam: The First Encounter
Основна стаття: Serious Sam: The First Encounter
Перша гра серії. Після випуску HD-перевидань ігор, оригінальні варіанти випущені в Steam з приставкою «Classic» у назві (наприклад, Serious Sam Classic: The First Encounter). Сюжет, що оповідає про якесь відкриття, даний людству у вигляді закладеного в землю Єгипту артефакту могутньої цивілізації з планети Сіріус. З його допомогою люди просунулися в науці, однак наштовхнулися на нещадне військо інопланетян на чолі з їх ватажком Менталом, які знищують все на своєму шляху. Вчені вирішують використовувати знайдений при розкопках в Єгипті древній артефакт під назвою «Ключ до Вічності», який може перемістити одну людину в далеке минуле для боротьби з загарбниками. Цією людиною виявляється Сем Стоун.

#### Serious Sam: The Second Encounter
Основна стаття: Serious Sam: The Second Encounter
Продовження Serious Sam: The First Encounter. Даний епізод, починається там, де закінчилася перша частина. Літаюча тарілка, на якій полетів Сем у фіналі попередньої гри, виявляється збитої розробниками гри, які врізаються в неї на літаючому паровозі. Сем терпить крах в джунглях Центральної Америки. Тепер Сему доведеться здійснити подорож у часі, побувати в місті майя Теотиуакане, стародавньому Вавилоні та середньовічній Європі, щоб врешті-решт знайти Святий Грааль, який допоможе йому у нелегкій боротьбі з силами зла.

#### Serious Sam 2
Основна стаття: Serious Sam 2
Повноцінне продовження оригінальних епізодів. Крутий Сем відправляється на Сіріус, щоб перемогти Ментала раз і назавжди. По дорозі туди з Семом зв'язується Рада Мудрих Сіріуса і розповідає, що для того, щоб Ментал став вразливим, потрібно зібрати Медальйон, що складається з п'яти частин. Перша частина знаходиться у симб (з планети М'яка Дигбо), друга — у племені Зикси (з планети Магнор), третя — у населення Чі-Че з планети Чи Фанг, четверта — у клиров на планеті Клір, і п'ята — у раси элфисов з планети Эленьер. Всі п'ять частин пропали: першу потягла величезна мавпа Квонго, другу вкрав зловісний Зум-Зум, третю проковтнув принц Чань, четверту маг Клировский використовує у своїх ритуалах, а п'яту дракон стереже Ментала. Після того як Сем збере всі п'ять частин, йому належить відправитися на Кронор, супутник Сіріуса, і врятувати вояків Альянсу. В кінці Сем, переживши чимало пригод, добереться до фортеці Ментала, де той відкриє йому чергову «таємницю».

#### Serious Sam 3: BFE
Основна стаття: Serious Sam 3: BFE
Четверта основна частина; за сюжетом є приквелом до найпершої гри. Має кілька невеликих змістових доповнень і сюжетне доповнення Jewel of the Nile. У грі розповідається про ранні роки війни з Менталом в далекому майбутньому. У цій частині Сем подорожує по Єгипту (борючись з ворогами) і пробирається до Дейр ель-Бахрі, до храму цариці Хатшепсут, де вбиває Угх-Зана IV. У фінальному ролику Сем дзвонить Менталу, але відповідає його дочка Джуді і каже, що батько скоро «замісячить» Землю. Дійсно, на Землю падає Місяць. Однак Сем встигає використовувати «Ключ до Вічності» і відправитися в минуле, щоб врятувати людство.

#### Serious Sam 4
Основна стаття: Serious Sam 4
П'ята основна частина серії. У жовтні 2015 року сценарист Йонас Киратзес заявив про те, що події Serious Sam 4 будуть відбуватися на Землі. Через деякий час розробники на своїй сторінці у Facebook підтвердили, що Serious Sam 4 буде сюжетним приквелом до Serious Sam 3.

### Спін-офи

#### Serious Sam: Palm
Ексклюзивна версія гри для кишенькових персональних комп'ютерів, що працюють на системі Palm OS.

#### Serious Sam: Xbox
Ексклюзивна версія гри для консолі Xbox, яка включає в себе рівні двох перших епізодів і ряд змін: новий зовнішній вигляд Сема (аналогічний Serious Sam II), система «життів» і комбо очок, збереження за чекпоїнотами і автоприцілювання.

#### Serious Sam: Next Encounter
Основна стаття: Serious Sam: Next Encounter
Гра для консолей GameCube і PlayStation 2 з новим сюжетом. З'явилися транспортні засоби, нові локації; озброєння аналогічно попереднім іграм. Сюжет гри починається з подорожі Сема на машині часу, яка повертає його в Рим, де йому доводиться битися з новими ордами монстрів, а також з Міні-Семом — лихою істотою, створеним Менталом. Сюжет проводить Сема з трьох різних областях давньої Землі: Стародавній Рим, Феодальний Китай і Атлантида, де Сем знищує армію гібридів для запобігання парадоксу часу. На шляху через Рим і Китай, Сем вражає двох вартових Часу Ментала: гігантського звіра Диаблотавра і монструозну Підземну Імператрицю Гідр. Фінал гри відбувається на сирианском космічному кораблі, де Сем б'ється з Темним Сирианским Лордом, душею великого сирианского воїна, всесвіту в гігантського робота.

#### Serious Sam Advance
Ексклюзивна гра для консолі Game Boy Advance. Виконана в тривимірній графіці з псевдотрьохвимірними моделями і об'єктами оточення. Інтерфейс гри аналогічний Serious Sam II. Історія розгортається навколо Сема, знову повернувся в часі після виявлення групою вчених нових сил Ментала. Спочатку Крутий Сем прибуває в Єгипет, потім в Рим, борючись з ордами ворогів. Боси гри (по одному на обидва регіону) — схожі на перевертнів командири: Сирійський Сфінкс (Єгипет) і Вульф (Рим). Поборовшись з ними, Сем знаходить спосіб повернутися у свій час.

#### Serious Sam Classics: Revolution
Гра, спочатку почалася як любительська модифікація, проте потім отримала підтримку від Croteam. Два перших епізоду були об'єднані в одну гру, додано деяке нове озброєння і досягнення. Крім того, у зв'язку з тим, що служба GameSpy, силами якої працювала багатокористувацька гра через Інтернет в оригінальних іграх, припинила існування, мультиплеер Revolution був «реабілітований» з використанням платформи Steamworks.

#### Serious Sam VR: The Last Hope
Основна стаття: Serious Sam VR: The Last Hope
Ексклюзивна гра для окулярів віртуальної реальності.

### Інді серія

#### Serious Sam Double D (XXL)
Основна стаття: Serious Sam Double D (XXL)
Сайд-скролінг шутер. Перша гра інді-серії Serious Sam від незалежних розробників, випущена за підтримки Croteam. Надалі Croteam випустили ще кілька проектів окремих студій. Сюжет розповідає гравцям про те, як Сем, за наказом командування, знову відправився в минуле, щоб знищити кілька озброєних загонів Ментала, які засіли в декількох часових епохах нашої планети, і знову врятувати людство. Гра виконана в двомірної мальованої графіку, в жанрі сайдскроллерного шутера. Нові пригоди Сема проходять у трьох часових епізодах: Стародавньому Єгипті, середньовічних Помпеях і доісторичному парку Юрського Періоду. Відмінною особливістю гри є пристрій Gunstaker, що дозволяє підбирати і одночасно стріляти з декількох видів зброї.

#### Serious Sam: Kamikaze Attack!
Аркадна гра для мобільних платформ. У ній гравець грає за Безголового камікадзе, який намагається наздогнати Сема, попутно відбиваючись від його снарядів.

#### Serious Sam: The Random Encounter
Основна стаття: Serious Sam: The Random Encounter
Гра в жанрі RPG.

#### Serious Sam: The Greek Encounter
Інді-гра.

#### Serious sam's Bogus Detour
Інді-гра, top-down шутер.

#### I Hate Running Backwards
Інді-гра, top-down шутер з процедурної генерацією рівнів.

#### Serious Sam: Tormental
Інді-гра, top-down шутер.

## Перевидання основних ігор
| Рік  | Назва                                | Платформа(и)                                                        | Розробник  |
| ---- | ------------------------------------ | ------------------------------------------------------------------- | ---------- |
| 2003 | Serious Sam Gold Edition             | Windows                                                             | Croteam    |
| 2009 | Serious Sam HD: The First Encounter  | Windows, Xbox 360                                                   | Croteam    |
| 2010 | Serious Sam HD: The Second Encounter | Windows, Xbox 360                                                   | Croteam    |
| 2017 | Serious Sam VR: The First Encounter  | HTC Vive, Oculus Rift, Windows Mixed Reality                        | Croteam VR |
| 2017 | Serious Sam VR: The Second Encounter | HTC Vive, Oculus Rift, Windows Mixed Reality                        | Croteam VR |
| 2017 | Serious Sam 3 VR: BFE                | HTC Vive, Oculus Rift, Windows Mixed Reality                        | Croteam VR |
| 2017 | Serious Sam Fusion                   | Windows, macOS, Linux, HTC Vive, Oculus Rift, Windows Mixed Reality | Croteam    |

### Serious Sam Gold Edition
«Золоте» видання перших двох епізодів з рядом поліпшень. Також включає любительське додаток Dark Island і інші невеликі додатки (карти), відібрані розробниками.

### Serious Sam HD: The First Encounter
Перевидання Serious Sam: The First Encounter з поліпшеною графікою.

### Serious Sam HD: The Second Encounter
Перевидання Serious Sam: The Second Encounter з поліпшеною графікою. HD-версія The Second Encounter також отримала сюжетне доповнення Legend of the Beast.

### Serious Sam VR: The First Encounter
Версія Serious Sam HD: The First Encounter спеціально для шоломів віртуальної реальності на платформі Serious Engine 2017.

### Serious Sam VR: The Second Encounter
Версія Serious Sam HD: The Second Encounter спеціально для шоломів віртуальної реальності на платформі Serious Engine 2017.

### Serious Sam 3 VR: BFE
Версія Serious Sam 3: BFE спеціально для шоломів віртуальної реальності.

### Serious Sam Fusion
Перевидання Serious Sam HD: The First Encounter, HD: The Second Encounter, Serious Sam 3: BFE, а також їх VR-версій в єдиному збірнику. Доступно безкоштовно кожному власникові будь-якої з перерахованих ігор.